# Lysiphlebus safavii
Lysiphlebus safavii är en stekelart som beskrevs av Jaroslav Stary 1985. Lysiphlebus safavii ingår i släktet Lysiphlebus och familjen bracksteklar. Inga underarter finns listade i Catalogue of Life.